# Rasoul Amani
Rasoul Amani (ur. 1 grudnia 1964) – nowozelandzki zapaśnik walczący w stylu wolnym. Olimpijczyk z Sydney 2000, gdzie zajął dwudzieste miejsce w wadze lekkiej.
Złoty medalista mistrzostw Oceanii w 2000 roku.

## Letnie Igrzyska Olimpijskie 2000
| Konkurencja | Rundy eliminacyjne          | Rundy eliminacyjne       | Rundy eliminacyjne  | Klas. końcowa |
| Konkurencja | Przeciwnik I                | Przeciwnik II            | Przeciwnik III      | Miejsce       |
| ----------- | --------------------------- | ------------------------ | ------------------- | ------------- |
| 63 kg       | Hryhorij Kamyszenko (UKR) P | Yasutoshi Motoki (JPN) P | Beat Motzer (SUI) P | 20.           |